# Джейк Джилленгол
Джейк Джи́лленгол (англ. Jake Gyllenhaal, [ˈdʒɪlənhɔːl] JIL-ən-hawl, нар. 19 грудня 1980, Лос-Анджелес, Каліфорнія, США) — американський актор, номінант на премію «Оскар» у 2006 році, лауреат премії BAFTA. Син режисера Стівена Джилленгола і сценаристки Наомі Фонер, молодший брат акторки Меггі Джилленгол.
Зіграв головні ролі в багатьох відомих фільмах, таких як «Донні Дарко» (2001), «Зодіак» (2007), «Принц Персії: Піски часу» (2010), «Початковий код» (2011), «Патруль» (2012), «Полонянки» (2013), «Ворог» (2013), «Стерв'ятник» (2014), «Еверест» (2015), «Життя» (2017) та «Людина-павук: Далеко від дому» (2019).

## Біографія
Народився 19 грудня 1980 року в Лос-Анджелес, США. Син режисера Стівена Джилленгола і сценаристки Наомі Фонер. Мати Джилленгола — єврейка, яка народилася в сім'ї іммігрантів зі Східної Європи (Латвія та Польща). У дитинстві Джилленгол часто з'являвся у фільмах, тому що вся його сім'я була зайнята в кіноіндустрії. В 11 років він дебютував у комедії «Міські піжони» (1991). Батьки не дозволили грати йому у фільмі «Могутні каченята» (1992), адже для цього йому необхідно було залишити дім на два місяці. У пізнішому віці батьки дозволяли йому брати участь у деяких зйомках. Кілька разів він з'являвся у фільмах свого батька («Небезпечна жінка» (1993), «Забійний відділ» (1994), «Доморощені» 1998), а також в маловідомому дитячому пригодницькому фільмі «Джош і Сем».
Джилленгол уважає себе євреєм. На 13-й день народження у Джилленгола відбувся обряд бар-міцва, який пройшов у нічліжному будинку для бездомних, оскільки його батьки хотіли прищепити йому почуття подяки за забезпечене життя.
Закінчивши середню школу при Гарвардському університеті в Лос-Анжелесі у 1998, він вступив до Колумбійського університету (Нью-Йорк), де також вчилися його мати і сестра. Джейк кинув університет після двох років навчання, щоб впритул зайнятися акторською кар'єрою, проте зараз має наміри закінчити освіту.
Його батьки завжди наполягали, щоб той підробляв влітку, щоб забезпечувати себе, а тому він встиг попрацювати рятувальником на воді і помічником офіціанта в ресторані друга сім'ї.
Перша головна роль Джилленгола була у фільмі «Жовтневе небо» (адаптація автобіографії інженера-ракетника Гомера Гікама), в якому він зіграв школяра із Західної Вірджинії, що прагне виграти наукову стипендію, щоб уникнути майбутнього як шахтаря. Фільм зібрав в прокаті 32 млн доларів.

## Кар'єра
«Донні Дарко», другий відомий фільм Джилленгола, не припускав великого касового успіху, однак після його виходу в 2001 став культовим. За сюжетом дія відбувається у 1988, коли хлопець на ім'я Донні (герой Джейка) переживає нещасний випадок, який ледь не коштував йому життя, і починає бачити дивні образи: криваві картини, шестифутового кроля, який передбачив героєві «кінець світу». Гра Джилленгола в картині була позитивно оцінена критиками.
У 2001 Джилленгол також знявся в романтичній комедії «Хлопець з міхура» (за мотивами біографії Девіда Веттера), зігравши роль підлітка з непрацюючою імунною системою, поміщеного в герметичний міхур із пластику, що намагається повернути кохання свого життя до того, як вона вийде заміж за іншого.
Після успіху в Донні Дарко, наступна роль Джилленгола у фільмі «Шосе» була проігнорована критиками і глядачами. Більший успіх очікував актора в малобюджетном фільмі «Хороша дівчинка» з Дженніфер Еністон, прем'єра якого відбулася на кінофестивалі Санденс в 2002, і у фільмі «Чарівна і приваблива» з Катрін Кінер.
У 2002 році Джилленгол знявся з Дастіном Гофманом, Сьюзен Серендон, Голлі Гантер у фільмі «Миля місячного світла», де його герой намагається пережити безглузду смерть своєї нареченої, переїхавши до будинку її батьків, але життя триває, він закохується в іншу дівчину і одночасно хоче примиритися з минулим. Режисер Бред Сільберлінг зняв автобіографічну історію — його дівчина теж померла, коли він був підлітком.
Джилленгол також брав участь у відборі акторів на роль Людини-павука у фільмі «Людина-павук 2», коли виникли сумніви в здоров'ї Тобі Магуайр, однак замість цього знявся в блокбастері «Післязавтра», зігравши з Деннісом Квейдом в ролі його батька. Фільм зібрав в американському прокаті 186 млн доларів.
Театральний дебют Джейка відбувся на лондонській сцені у виставі «Це наша юність» Кеннета Лонерган. П'єса стала сенсацією на Бродвеї. За цю роль Джилленгол був нагороджений London Evening Standard Theatre Award в номінації «Найкращий актор-дебютант».
2005 став плідним роком для Джилленгола, який знявся в успішних фільмах «Доказ», «Морпіхи» і «Горбата гора». У «Доказі» Джилленгол грав з Гвінет Пелтроу і Ентоні Гопкінсом роль студента-математика, який намагається умовити героїню Пелтроу опублікувати доказ революційної теореми.
У картині «Морпіхи» Джилленгол знявся в ролі агресивного морського піхотинця з пораненою становищем військового душею в війні в Перській затоці.
У «Горбатій горі» Джилленгол і Гіт Леджер грали молодих ковбоїв, які зустрілися на пасовищах в Вайомінгу, чий зв'язок переріс в гомосексуальні відносини, які тривали протягом 60-70 рр. Часто фільм подавався короткою фразою «кіно про ковбоїв-геїв». Фільм отримав Золотого Лева, чотири нагороди BAFTA і три Оскари. Джилленгол був номінований на «Оскар» за найкращу чоловічу роль другого плану, однак статуетку отримав Джордж Клуні за фільм «Сіріана».
Після випуску фільму «Горбата гора» щодо сексуальної орієнтації Джилленгола пішли численні чутки. Ось що сказав Джилленгол в інтерв'ю про це:
Чутки про мою бісексуальність мене порадували — це означає, що тепер мені доступний набагато більш широкий вибір ролей. І я відкритий до будь-яких пропозицій. Чесно кажучи, чоловіки мене ніколи сексуально не приваблювали, але я не думаю, що злякався б, якби таке сталося

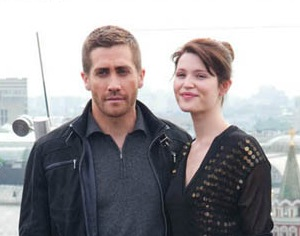
Джейк Джилленгол і Джемма Артертон на прем'єрі фільму «Принц Персії: піски часу», Москва, 11 травня 2010

Джилленгол також виграв нагороду BAFTA за найкращу роль другого плану і був номінований за найкращу роль другого плану і за найкращий ансамбль Гільдії кіноакторів США . Також за «Горбату гору» він і Леджер отримали нагороду MTV Movie Award за найкращий поцілунок в 2006. Відразу після церемонії Оскара Джилленгол був запрошений в Американську академію кіномистецтва в знак його професійного визнання.
У 2007 Джилленгол знявся у фільмі Девіда Фінчера «Зодіак», заснованому на реальних подіях. Це історія карикатуриста-оформлювача газети San Francisco Chronicle Роберта Грейсміта (героя Джилленгола), який у 1960-х роках брав участь у розслідуванні справи серійного вбивці на прізвисько «Зодіак».
Джилленгол знявся з Меріл Стріп, Алон Аркін і Різ Візерспун у фільмі «Версія» режисера Гевіна Гуда, детективному трилері-драмі про таємні в'язниці США, в які потрапив арабський чоловік головної героїні.
Джилленгол також знявся в рімейку датської кінострічки «Брати».
У 2009 він знявся з Джесікою Біль у фільмі «Приковані» в ролі конгресмена, а також виконав головну роль у фільмі «Принц Персії: Піски часу».
У 2012 році зіграв одну з головних ролей в кримінальному бойовику Девіда Ейера «Патруль», який згодом неодноразово був визнаний «чи не найкращим поліцейським фільмом в історії кіно». Потім було співробітництво з Дені Вільневом, плодами якого стали детективний трилер «Полонянки» і психологічний трилер «Ворог», де Джилленгол виконав відразу дві ролі: викладача історії і його двійника. У 2014 році зіграв в дебютному фільмі Дена Гилроя «Стрінгер». Роль безпринципного журналіста принесла Джейку ряд номінацій на престижні кінопремії. Наступні акторські роботи Джилленгола: боксер в спортивній драмі «Лівша», фінансист в романтичній драмеді «Руйнація», подвійна роль в неонуарі «Під покровом ночі». У 2017 році втілив на екрані образ Джеффа Баумана — людини, яка вижила після вибухів на Бостонському марафоні, але втратила обидві ноги.

## Особисте життя

### Сім'я та особисті стосунки
У Джилленгола є «буквальні» і, як він називає їх сам, «зіркові» хресні батьки. Актор і режисер Пол Ньюман був його зірковим хрещеним батьком, тоді як актриса Джеймі Лі Кертіс є його і буквальною, і зірковою хрещеною матір'ю і оператор Роберт Елсвіт. Сам Джилленгол є хрещеним батьком Матильди Роуз Леджер (нар. 28 жовтня 2005), дочки Гіта Леджера і Мішель Вільямс, з якими він грав у фільмі «Горбата гора».
Починаючи з 2002 року, близько двох років Джилленгол зустрічався з актрисою Кірстен Данст. З 2007 по 2009 рік він зустрічався з Різ Візерспун, колегою по фільму «Тлумачення». З жовтня 2010 по січень 2011 року Джилленгол зустрічався зі співачкою Тейлор Свіфт, а з липня по грудень 2013 року — з моделлю Аліса Міллер.
З кінця 2018 року Джейк Джилленгол у стосунках з французькою моделлю Жанною Кадьє.

### Політичні та інші інтереси
Джилленгол є політично активною людиною. Він брав участь в щорічній промоакції Rock the Vote, разом з сестрою Меггі Джилленгол вони відвідували Університет Південної Каліфорнії, щоб закликати студентів голосувати на президентських виборах в США в 2004. Він також підтримував кандидата від демократів Джона Керрі. Джилленгол і його сім'я активно підтримують Американський союз захисту громадянських свобод. Прихильник екологізму і переробки відходів, Джилленгол заявляв в інтерв'ю, що він щороку витрачає 400 тисяч $ на посадку дерев у лісі Мозамбіку. Після зйомок у фільмі «Післязавтра» він полетів в Арктику, щоб привернути увагу громадськості до проблеми зміни клімату і зробити інформацію про це більш доступною.
У вільний час Джилленгол захоплюється столярними роботами і кулінарією, а також намагається кожен день медитувати. Знімався в одній із серій програми «Вижити за будь-яку ціну» на телеканалі Discovery.

## Визнання публіки
Джилленгол розглядався по всьому світу як секс-символ, він був названий одним з «50 найкрасивіших людей у світі» за версією журналу «People» у 2006 році. Він також перебував в списку найбажаніших холостяків 2006 року того ж видання. Взяв участь у подібному опитуванні для сайту «AfterElton.com», де тисячі чоловіків-геїв і бісексуалів проголосували за «100 найгарячіших чоловіків»; протягом двох років, в 2007 і 2008 роках, перше місце займав Джилленгол. Він посів друге місце в опитуванні журналу «Gay Wired», присвяченому улюбленим акторам, що виконували у фільмах гей-ролі. У квітні 2012 року портал «Shalom Life» поставив Джилленгола на шосте місце в списку «50 найталановитіших, розумних, смішних і привабливих чоловіків з усього світу».

## Фільмографія

### Фільми
| Рік  |     | Українська назва              | Оригінальна назва                     | Роль                           |
| ---- | --- | ----------------------------- | ------------------------------------- | ------------------------------ |
| 1991 | ф   | Міські піжони                 | City Slickers                         | Даніель Роббінс                |
| 1993 | ф   |                               | A Dangerous Woman                     | Едвард                         |
| 1993 | ф   |                               | Josh and S.A.M.                       | Леон Коулман                   |
| 1998 | ф   |                               | Homegrown                             | Джейк                          |
| 1999 | ф   | Жовтневе небо                 | October Sky                           | Гомер Хікем                    |
| 2001 | ф   | Донні Дарко                   | Donnie Darko                          | Донні Дарко                    |
| 2001 | ф   |                               | Bubble Boy                            | Джиммі Лівінгстон              |
| 2001 | ф   |                               | Lovely and Amazing                    | Джордан                        |
| 2002 | ф   | Хороша дівчинка               | The Good Girl                         | Голден / Том Вортер            |
| 2002 | ф   | Шосе                          | Highway                               | Келсон                         |
| 2002 | ф   | Миля місячного світла         | Moonlight Mile                        | Джо Нест                       |
| 2004 | ф   | Післязавтра                   | The Day After Tomorrow                | Сем Холл                       |
| 2004 | ф   | Джиміні Глік в Ля-ля-вуді     | Jiminy Glick in Lalawood              | у ролі самого себе             |
| 2005 | док |                               | The Man Who Walked Between the Towers | оповідач                       |
| 2005 | ф   | Горбата гора                  | Brokeback Mountain                    | Джек Твіст                     |
| 2005 | ф   | Доказ                         | Proof                                 | Гарольд Доббс                  |
| 2005 | ф   | Морпіхи                       | Jarhead                               | Ентоні Суоффорд                |
| 2007 | ф   | Зодіак                        | Zodiac                                | Роберт Грейсміт                |
| 2007 | ф   | Тлумачення                    | Rendition                             | Дуглас Фріман                  |
| 2009 | ф   | Брати                         | Brothers                              | Томмі Качілл                   |
| 2010 | ф   | Принц Персії: Піски часу      | Prince of Persia: The Sands of Time   | Дастан                         |
| 2010 | ф   | Кохання та інші ліки          | Love & Other Drugs                    | Джеймі Рендел                  |
| 2011 | ф   | Початковий код                | Source Code                           | Колтер Стівенс                 |
| 2012 | ф   | Патруль                       | End of Watch                          | Браян Тейлор                   |
| 2013 | ф   | Полонянки                     | Prisoners                             | детектив Локі                  |
| 2014 | ф   | Стерв'ятник                   | Nightcrawler                          | Луї Блум                       |
| 2015 | ф   | Випадкова любов               | Accidental Love                       | Говард Бердвелл                |
| 2015 | ф   | Шульга                        | Southpaw                              | Біллі Гоуп                     |
| 2015 | ф   | Еверест                       | Everest                               | Скотт Фішер                    |
| 2015 | ф   | Руйнація                      | Demolition                            | Девіс Мітчелл                  |
| 2016 | ф   | Нічні звірі                   | Nocturnal Animals                     | Едвард Шеффілд / Тоні Гастінгс |
| 2017 | ф   | Життя                         | Life                                  | Девід Джордан                  |
| 2017 | ф   | Окча                          | Okja                                  | Джонні Вілкокс                 |
| 2017 | ф   | Дужчий                        | Stronger                              | Джефф Бауман                   |
| 2018 | ф   | Дика природа                  | Wildlife                              | Джеррі Брінсон                 |
| 2018 | ф   | Брати Сістерс                 | The Sisters Brothers                  | Джон Морріс                    |
| 2019 | ф   | Оксамитова бензопилка         | Velvet Buzzsaw                        | Морф Вандевальт                |
| 2019 | ф   | Людина-павук: Далеко від дому | Spider-Man: Far From Home             | Квентін Бек / Містеріо         |
| 2021 | мф  | Спіріт: Дикий мустанг         | Spirit Untamed                        | Джеймс Прескотт (голос)        |
| 2021 | ф   | Винний                        | The Guilty                            | Джо Бейлор                     |
| 2022 | ф   | Швидка допомога               | Ambulance                             | Денні                          |
| 2022 | мф  | Дивний світ                   | Strange World                         | Клейд (голос)                  |
| 2023 | ф   | Перекладач                    | The Covenant                          | Джон Кінлі                     |
| 2024 | ф   | Придорожній заклад            | Road House                            | Елвуд Далтон                   |
| 2025 | ф   | В сірій зоні                  | In the Grey                           | Майкл Гарріс                   |
| 2026 | ф   | Наречена                      | The Bride                             |                                |
| 2026 | ф   | Залишайся                     | Remain                                | Тейт Донован                   |

### Телебачення
| Рік  |   | Українська назва                  | Оригінальна назва            | Роль                                                    |
| ---- | - | --------------------------------- | ---------------------------- | ------------------------------------------------------- |
| 1994 | с |                                   | Homicide: Life on the Street | Метью «Метт» Еллісон (Епізод: "Bop Gun")                |
| 2007 | с | Суботнього вечора в прямому ефірі | Saturday Night Live          | гість (Епізод: "Jake Gyllenhaal / The Shins")           |
| 2009 | с | Вулиця Сезам                      | Sesame Street                | гість (Епізод: "The Rainbow Show")                      |
| 2011 | с | Вижити за будь-яку ціну           | Man vs. Wild                 | гість (Епізод: "Man vs. Wild with Jake Gyllenhaal")     |
| 2016 | с | Усередині Емі Шумер               | Inside Amy Schumer           | гість (Епізод: "Fame")                                  |
| 2020 | с | Суботнього вечора в прямому ефірі | Saturday Night Live          | хлопець у піжамі (Епізод: "John Mulaney / David Byrne") |
| 2022 | с | Суботнього вечора в прямому ефірі | Saturday Night Live          | гість (Епізод: "Jake Gyllenhaal / Camila Cabello")      |
| 2024 | с | Презумпція невинуватості          | Presumed Innocent            | Расті Сабіч (8 епізодів)                                |
| 2024 | с | Суботнього вечора в прямому ефірі | Saturday Night Live          | гість (Епізод: "Jake Gyllenhaal / Sabrina Carpenter")   |

## Нагороди та номінації
- BAFTA за найкращу роль другого плану.